# Igreja e Convento de Nossa Senhora do Carmo (Salvador)
A Igreja e Convento de Nossa Senhora do Carmo é uma igreja católica apostólica romana do século XVII e um antigo convento em Salvador, Bahia, Brasil. A igreja é dedicada a Nossa Senhora do Monte Carmelo. O complexo fica ao lado da Igreja da Ordem Terceira do Monte Carmelo. A Igreja e o Convento de Nossa Senhora do Monte Carmelo foram tombados como uma estrutura histórica pelo Instituto Nacional do Patrimônio Histórico e Artístico (IPHAN) em 1938 e fazem parte do Centro Histórico de Salvador, Patrimônio Mundial da UNESCO.

## História
Os membros da Ordem Carmelita chegaram à Bahia na década de 1580. Eles construíram um convento em 1586 no Monte Calvário, uma pequena colina com vista para a Baía de Todos os Santos ao norte do pequeno povoado de Salvador. Foi construído fora dos muros de proteção do pequeno povoado. Após a ocupação holandesa do Brasil (1630-1654), os portugueses usaram a igreja como depósito de pólvora e a igreja como quartel. O novo convento, a estrutura existente, data de 1681.

## Localização
A Igreja e Convento de Nossa Senhora do Monte Carmelo estão localizados ao norte do Centro Histórico de Salvador. Ficam na Rua do Carmo, uma rua de paralelepípedos, no bairro de Santo Antônio Além do Carmo. A igreja é adjacente à Igreja da Ordem Terceira do Monte Carmelo.

## Estrutura

### Igreja
A Igreja Nossa Senhora do Monte Carmelo possui uma nave única e uma disposição típica da arquitetura das igrejas do século XVII na Bahia. A igreja possui uma torre sineira à esquerda da fachada e três grandes portais. Três janelas no nível do coro correspondem aos portais abaixo. O altar-mor da igreja tem uma frente de prata que data do século XVIII, mas a igreja foi amplamente redesenhada e renovada no estilo neoclássico no início do século XIX. O calcário lioz foi importado de Portugal com grandes custos e, como outras igrejas do Centro Histórico de Salvador, foi utilizado no piso, na parede, na pia batismal e em outros elementos do interior da igreja. A Igreja Nossa Senhora do Monte Carmelo tem uma sacristia em estilo rococó.

### Convento
O Convento Nossa Senhora do Monte Carmelo ocupa a maior parte do complexo. O convento tem dois claustros; a menor data do século XVII e a maior, da segunda metade do século XVIII. O convento tem dois andares com vista para o claustro.

## Tombamento
A Igreja e o Convento de Nossa Senhora do Monte Carmelo, tanto a estrutura quanto seu conteúdo, foram tombados como uma estrutura histórica pelo Instituto Nacional do Patrimônio Histórico e Artístico em 1938 sob a inscrição número 90.